# Sulfato de protamina
El sulfato de protamina es un medicamento indicado para revertir, por unión molecular, los efectos anticoagulantes de la heparina. El sulfato de protamina se combina con la heparina en una proporción 1:1 por razón de los péptidos ricos en componentes básicos que tienen afinidad por los grupos ácidos de la heparina. Un miligramo de sulfato de protamina neutraliza entre 90 y 110 U de heparina.
La protamina fue originalmente aislada del esperma de salmón y otras especies de peces, pero ahora es producido principalmente a través de la biotecnología recombinante. Se trata de un péptido altamente catiónico que tiene la facultad de unirse a la heparina para formar un complejo molecular estable, sin actividad anticoagulante como tal, aunque la protamina misma por sí sola tiene un leve efecto anticoagulante. El complejo de heparina y protamina es retirado del cuerpo y desglosado por el sistema reticuloendotelial.

## Usos
La protamina se emplea principalmente para revertir la acción de las altas dosis de heparina que se administran en algunas intervenciones quirúrgicas, sobre todo en la cirugía cardiaca.